# Karintak
Karintak (in armeno Քարինտակ?), talvolta anche Karin Tak, o Dachalti (in azero Daşaltı), è una comunità rurale del distretto di Şuşa, in Azerbaigian, fino al 2020 appartenente alla regione di Shushi nella repubblica dell'Artsakh (fino al 2017 denominata repubblica del Nagorno Karabakh).

## Etimologia
Sia il nome azero che quello armeno del villaggio significano "sotto la roccia", riferendosi alle scogliere verticali a strapiombo che sovrastano il villaggio, in cima alle quali è costruita Shusha.

## Storia

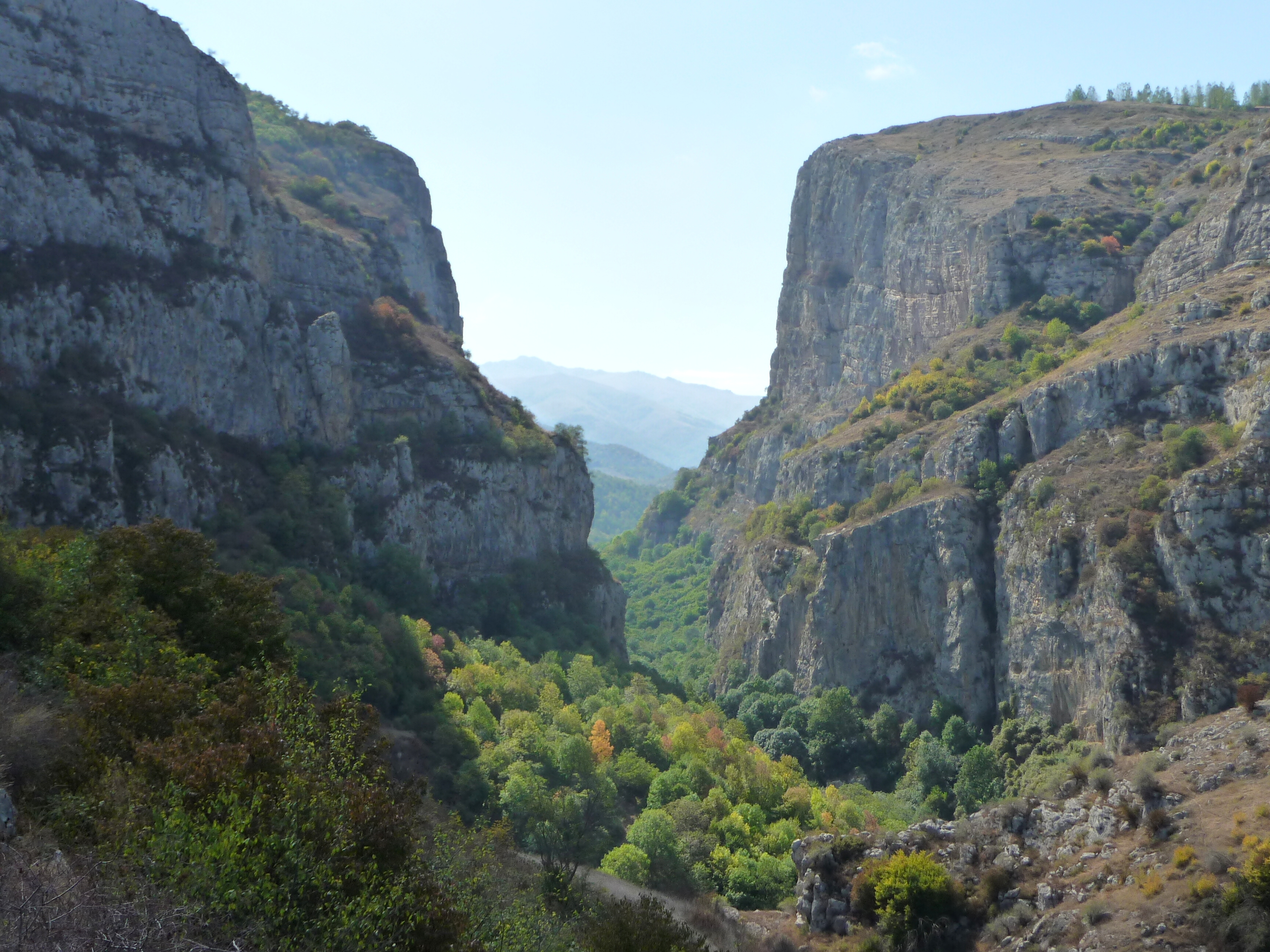
Gola vicina al villaggio.

La comunità, che conta poco più di mezzo migliaio di abitanti, sorge in area montuosa quasi ai piedi del capoluogo regionale. Fu teatro di operazioni belliche prima e durante la prima guerra del Nagorno Karabakh: il 26 gennaio 1992 le forze azere di stanza a Shusha circondarono e attaccarono il vicino villaggio armeno (che si trova sulla strada da Shusha a Stepanakert) nel tentativo di catturarlo. L'operazione fu condotta dall'allora ministro della difesa dell'Azerbaigian, Tajedin Mekhtiev, e avrebbe dovuto preparare il terreno proprio per il futuro attacco a Stepanakert. L'attacco tuttavia fallì, gli azeri persero circa settanta uomini, Mekhtiev lasciò Shusha e fu destituito come ministro della Difesa. L'8 maggio dello stesso anno proprio da Karintak partì una delle colonne armene che dopo una giornata di combattimenti avrebbero conquistato la città sovrastante di Shushi.
La piazza della città vecchia è relativamente ben conservata e mostra alcuni segni della tradizionale architettura pre-sovietica della regione. Circa 3 km a valle, verso la gola di Hunot, c'è una cascata di muschio chiamata Zontik, a causa della sua somiglianza con un ombrello sotto la pioggia.

### Distruzione del villaggio
Il 5 aprile 2024, Google Earth ha aggiornato le immagini satellitari della regione di Shushi. Il team di Monument Watch ha documentato che l'Azerbaijan ha raso al suolo il villaggio, compresi i suoi vecchi quartieri, le sorgenti, le infrastrutture civili e l'ambiente naturale.